# Monte Civetta
El Civetta és una muntanya dels Alps italians. Té una altitud de 3.220 metres per sobre del nivell del mar i és un dels símbols de les Dolomites.

## Topografia
La Civetta, a més de la seva cimera principal (monte Civetta, 3 220 m), té diversos cims secundàris com:
- Cima delle Busazze (2 894 m);
- Punta Civetta (2 892 );
- Monte Moiazetta (2 727 m);
- Torre di Valgrande (2 715 );
- Torre de Alleghe (2 649 );
- Torre Coldai (2 600 );
- Cima di Mede (2 504 m).

## Muntanyisme
El vessant nord-oest la Civetta s'estén sobre més de 7  km de longitud des de la Torre Coldai (2.600 m) fins a la Torre Venezia (2.337 m) i a prop de 1.200 metres d'altura a plom de la cimera. Aquesta gran paret i la seva aresta del cim donen a la Civetta una silueta característica. De 1910 a 1968, setze vies han estat obertes sobre el vessant nord-oest de la Civetta, de la Piccola Civetta (3 207 m) a la Torre di Valgrande (2 715 ). La conquesta l'any 1925 de la cimera principal per Emil Solleder i Gustav Lettenhauer és la primera ascensió extremadament difícil realitzada.

### Ascensions

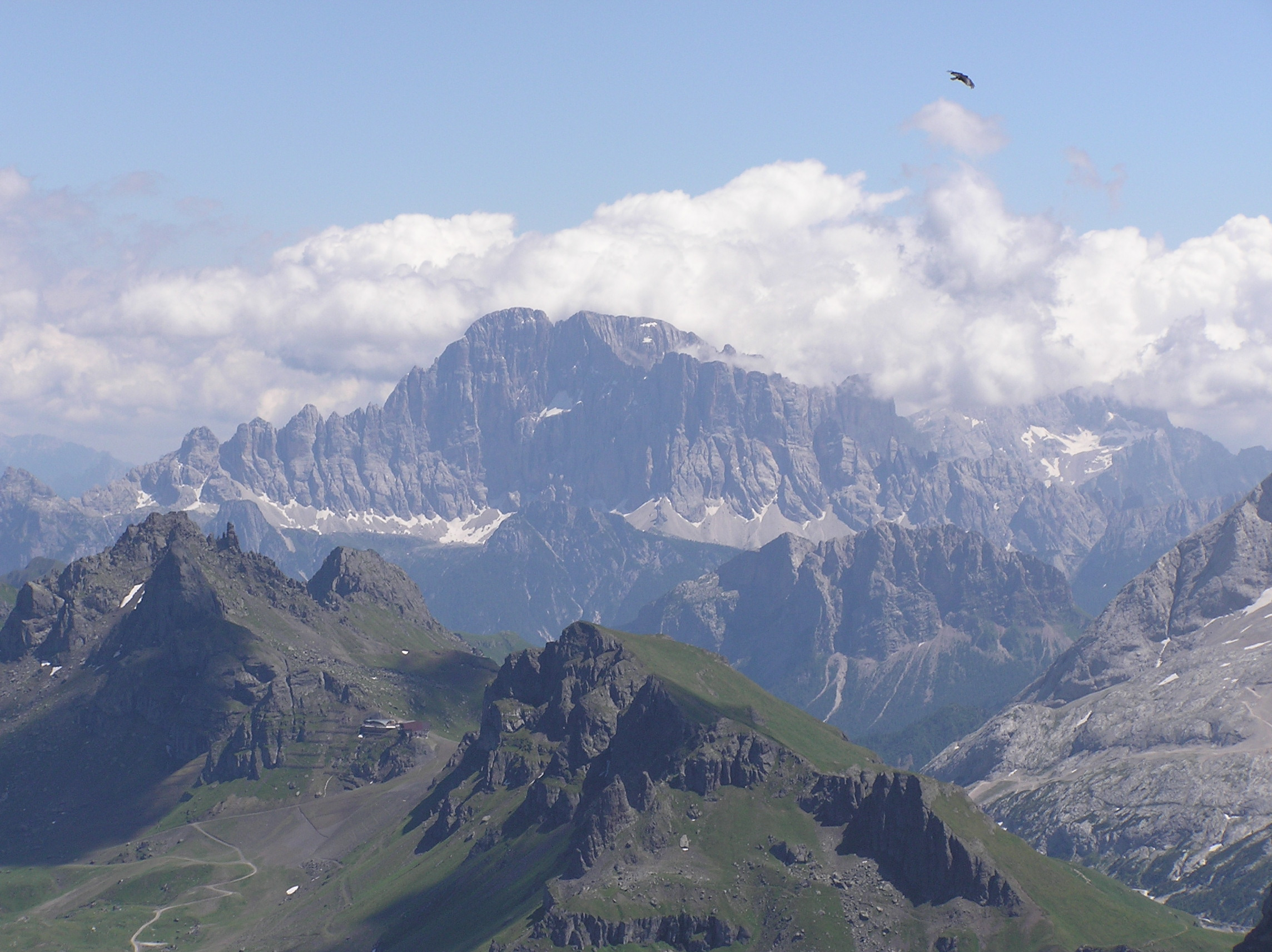
Baula de Civetta des del Piz Boè

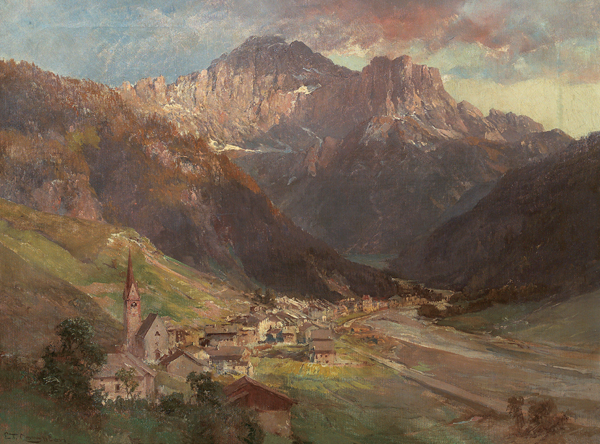
Oli, pintat per Edward Theodore Compton (1849–1921)

- cap a 1855 o 1860 - Primera ascensió del cim principal de la Civetta pel caçador d'isards Simeone De Silvestro anomenat Piovanèl (1883-1905)[4]
- 1867 - Primera ascensió per turistes : (Francis Fox Tuckett, amb Melchior Anderegg, Jakob Anderegg) i Simeone De Silvestro anomenat Piovanèl
- 1884 - Primera ascensió sense guia de la Civetta per Emil Zsigmondy i Otto Zsigmondy, el 5 d'agost
- 1895 - Paret nord-oest per John S. Phillimore, Arthur G. Raynor, Antonio Dimai i Giovanni Siorpaes
- 1906 - Paret nord-oest més directa per Cesare Tomé, Santo de Toni i Donato Del Buos
- 1909 - Priera ascensió de la Torre Venezia (2 337 m) per Napoleone Cozzi i Alberto Zanutti
- 1910 - Priera ascensió de la Torre Trieste (2 458 m) per Napoleone Cozzi i Alberto Zanutti
- 1910 - Ascensió directa de la Piccola Civetta (3 207 ) per Gabriel Haupt i Karl Lömpel
- 1925 - Primera ascensió de la cara nord-oest de la Gran Civetta per Emil Solleder i Gustav Lettenhauer
- 1928 - Cara est directa per Fritz Wiessner
- 1931 - Via « directissima » sobre la cara nord-oest de la Gran Civetta per Emilio Comici i Giulio Benedetti
- 1931 - Paret oest de la Cima della Busazza per Celso Gilberti amb Etore Castiglioni
- 1931 - Vora sud-oest de la Torre Trieste per Attilio Tissi i Giovanni Andrich
- 1934 - Aresta sud-oest de la Torre Venezia per Alvise Andrich i Ernani Faé
- 1934 - Fissura nord-oest de la Punta Civetta per Alvise Andrich i Ernani Faé
- 1934 - Cara sud de la Torre Trieste per Raffaele Carlesso amb Bartolo Sandri
- 1936 - Cara nord-oest de la Torre di Valgrande per Raffaele Carlesso amb Mario Menti
- 1951 - Cima su Alto per la cara nord-oest, per Robert Gabriel i Georges Livanos. Vuit-cents metres d'extrema dificultat recorreguts en trenta hores
- 1959 - Cara sud directa de la Torre Trieste amb Giorgio Redaelli. 750 m d'escalada, 450 m dels quals cauen a plom
- 1963 - Primera hivernal a la cara nord-oest de la Civetta per Ignazio Piussi amb Toni Hiebeler i Giorgio Redaelli
- 1965 - Ignazio Piussi, Roberto Sorgato i Pierre Mazeaud realitzen la primera ascensió de la cara nord-oest de la Punta Tissi
- 1967 - Via dels Amics per Heini Holzer
- 1967 - Primera solitària de la via Gilberti a la Cima della Busazza
- 1967 - Aresta nord-oest de la Cima su Alto per Ignazio Piussi
- 1973 - Hivernal del diedre Philipp-Flamm a la Punta Civetta